# .NET Compact Framework
Le .Net Compact Framework de Microsoft (.Net CF) est une version du framework .NET spécialement conçue pour être exécutée sur des terminaux mobiles de type Windows CE ou Windows Mobile tels que des PDA, des téléphones portables, des panels PC industriels…
Le .Net Compact Framework est un sous-ensemble du .Net Framework, certaines classes sont communes avec le .Net Framework et d’autres sont spécifiques au Compact Framework comme l’InputPanel Windows CE. Des fonctionnalités comme le .Net Remoting ou le namespace Reflection.Emit ne sont pas supportées.
Il est possible de développer des applications qui utilisent le Compact Framework avec Visual Studio 2003, Visual Studio 2005 et Visual Studio 2008 en langage C# ou en Visual Basic .NET. Sa taille est optimisée pour tenir en ROM des périphériques. Les performances du JIT sont améliorées pour une exécution plus rapide.
Pour être capable d’exécuter des applications dans un environnement Compact Framework, la plate-forme cible doit supporter le runtime Compact Framework. Ce dernier est inclus dans certaines versions de Windows CE comme CE 4.2, 5.0, 6.0, Microsoft Pocket PC, Microsoft Pocket PC 2002 and Smartphone 2003, Windows Mobile 5.0 et Windows Mobile 6. Les binaires Compact Framework et .Net Framework sont compatibles si ce n’est que leur signature digitale est différente. Les applications Compact Framework peuvent aussi faire appel à des assemblys spécifiques à la plate-forme tels que la gestion de la téléphonie, GPS, input panel et dans ce cas ne pas être compatible avec le .Net Framework.
Les versions du Compact Framework installées sur Windows Mobile peuvent être déterminées en lançant /Windows/cgacutil et en comparant les versions des assemblys avec la table ci-dessous. Plus d’une version peuvent être installées simultanément sur les terminaux.

## Historique des versions
| Nom de la version | Numéro de la version | Date de la version |
| ----------------- | -------------------- | ------------------ |
| 1.0 RTM           | 1.0.2268.0           | Fin 2002           |
| 1.0 SP1           | 1.0.3111.0           | Inconnu            |
| 1.0 SP2           | 1.0.3316.0           | Inconnu            |
| 1.0 SP3           | 1.0.4292.0           | Janvier 2005       |
| 2.0 RTM           | 2.0.5238.0           | Octobre 2005       |
| 2.0 SP1           | 2.0.6129.0           | Juin 2006          |
| 2.0 SP2           | 2.0.7045.0           | Mars 2007          |
| 3.5 Beta 1        | 3.5.7066.0           | Mai 2007           |
| 3.5 Beta 2        | 3.5.7121.0           | Inconnu            |
| 3.5 RTM           | 3.5.7283.0           | Janvier 2008       |

## Les nouveautés du Compact Framework 3.5
Le Compact Framework apporte les nouveautés suivantes :
- WCF (Windows Communication Foundation)
- LINQ (Language INtegrated Query)
- Améliorations dans les Windows Forms
- API SoundPlayer
- API Compression , etc.[8]